# Resultat- og effektmål
Resultatmål (også kaldet mål) beskriver de konkrete resultater og leverancer, et projekt vil opnå.
Effektmålene (også kaldet formål) beskriver en ønsket fremtidssituation, der skal opnås ved at gennemføre projektet.
Opsplitningen i de to måltyper gør det lettere at planlægge større og mere langsigtede processer, fordi de kan opdeles i mindre dele med separate mål. Ofte vil sådanne processer blive lettere at arbejde med parallelt, for til sidste at blive samlet for at nå hovedmålet.